# Liste der Auslandsvertretungen der Niederlande

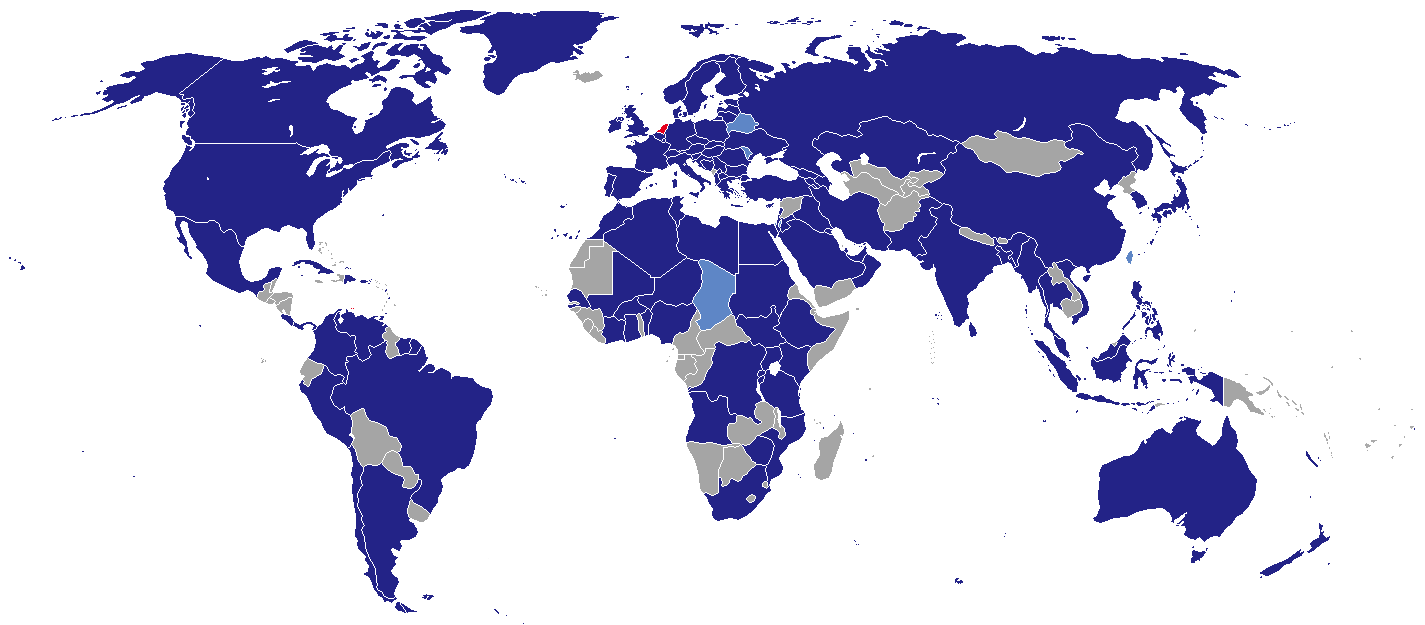
Standorte der diplomatischen Vertretungen der Niederlande

Weltweit verfügt das Königreich der Niederlande über 177 niederländische Auslandsvertretungen. Hiervon sind 109 Botschaften, 28 Generalkonsulate und 13 Vertretungen bei internationalen Organisationen sowie 27 anderweitige Vertretungen. Unter den anderweitigen Vertretungen fallen 19 Wirtschaftsbüros (Netherlands Business Support Offices), 6 sogenannte ambassadekantoren, die Vertretung bei der Palästinensischen Autonomiebehörde sowie die Vertretung in Taiwan. Die 19 Wirtschaftsbüros sind in dieser Liste nicht enthalten.

## Diplomatische Vertretungen

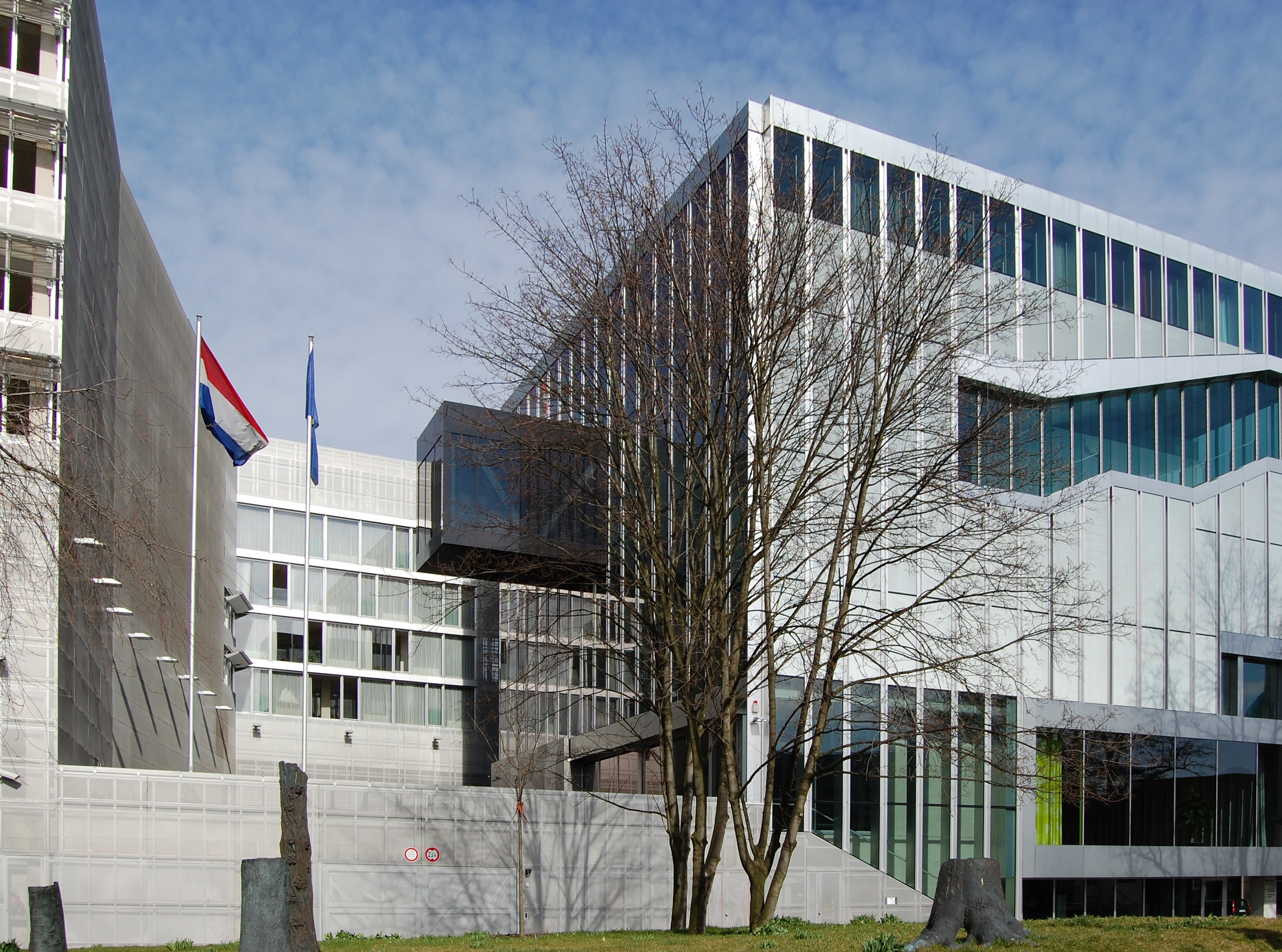
Niederländische Botschaft in Berlin

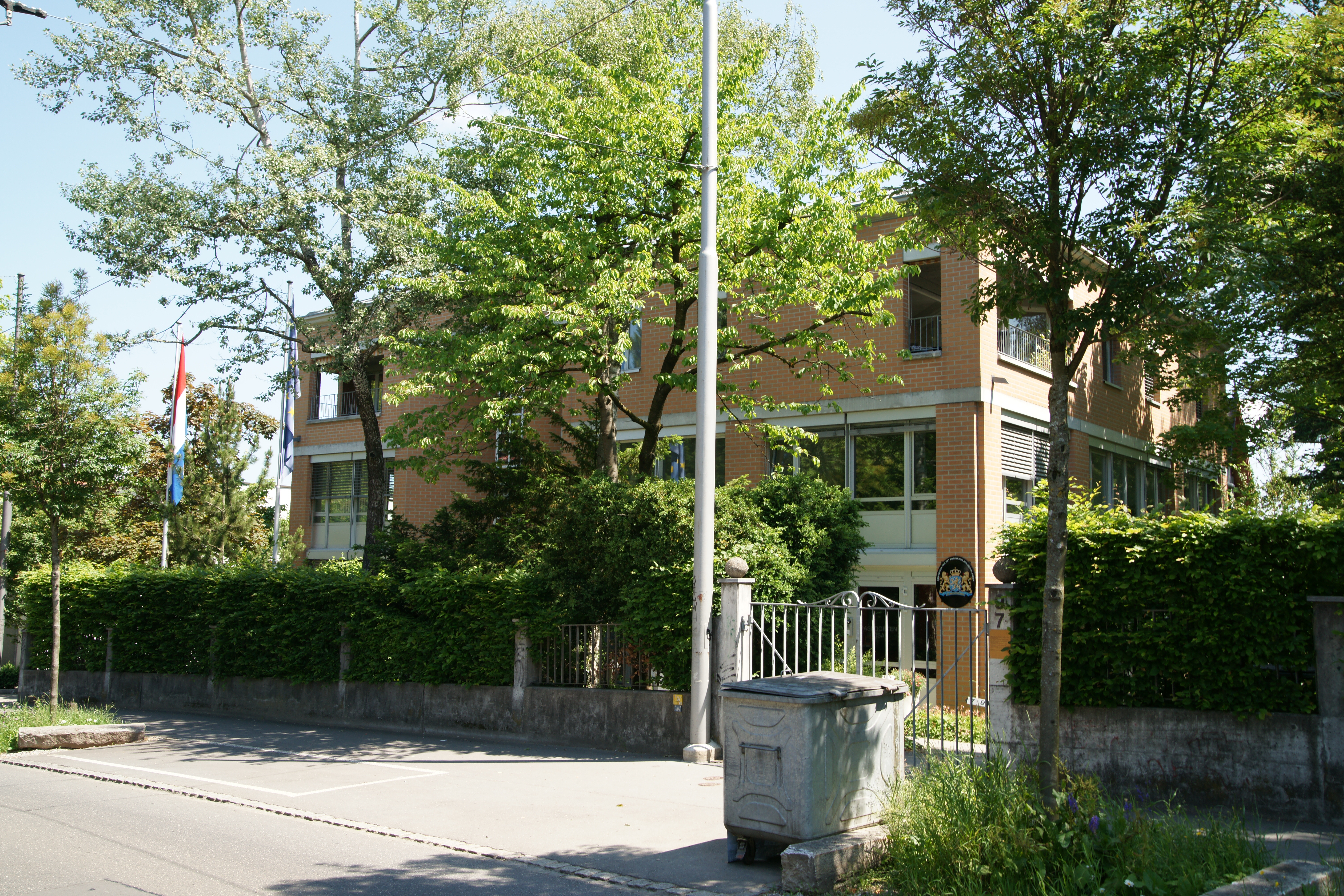
Niederländische Botschaft in Bern

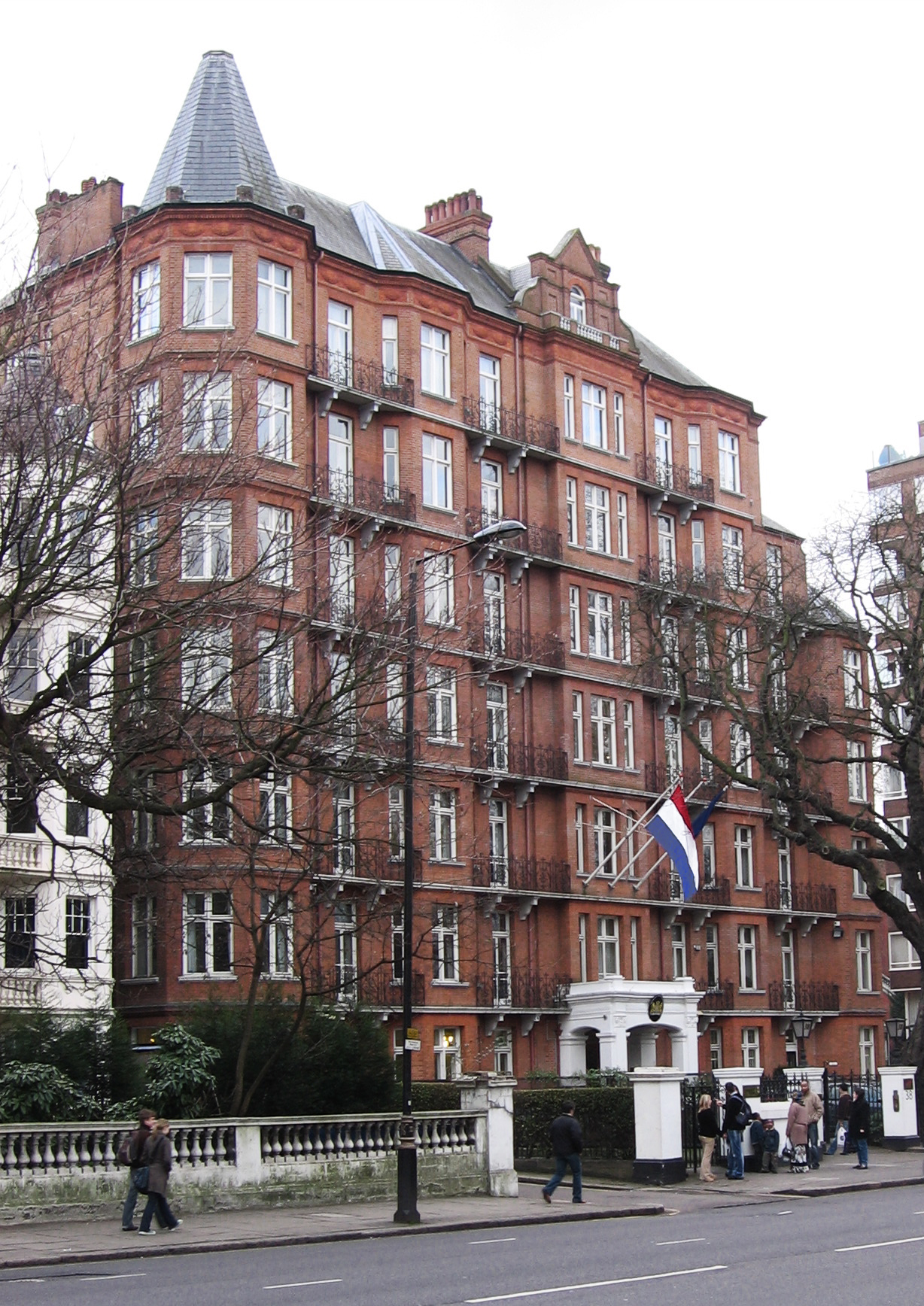
Niederländische Botschaft in London

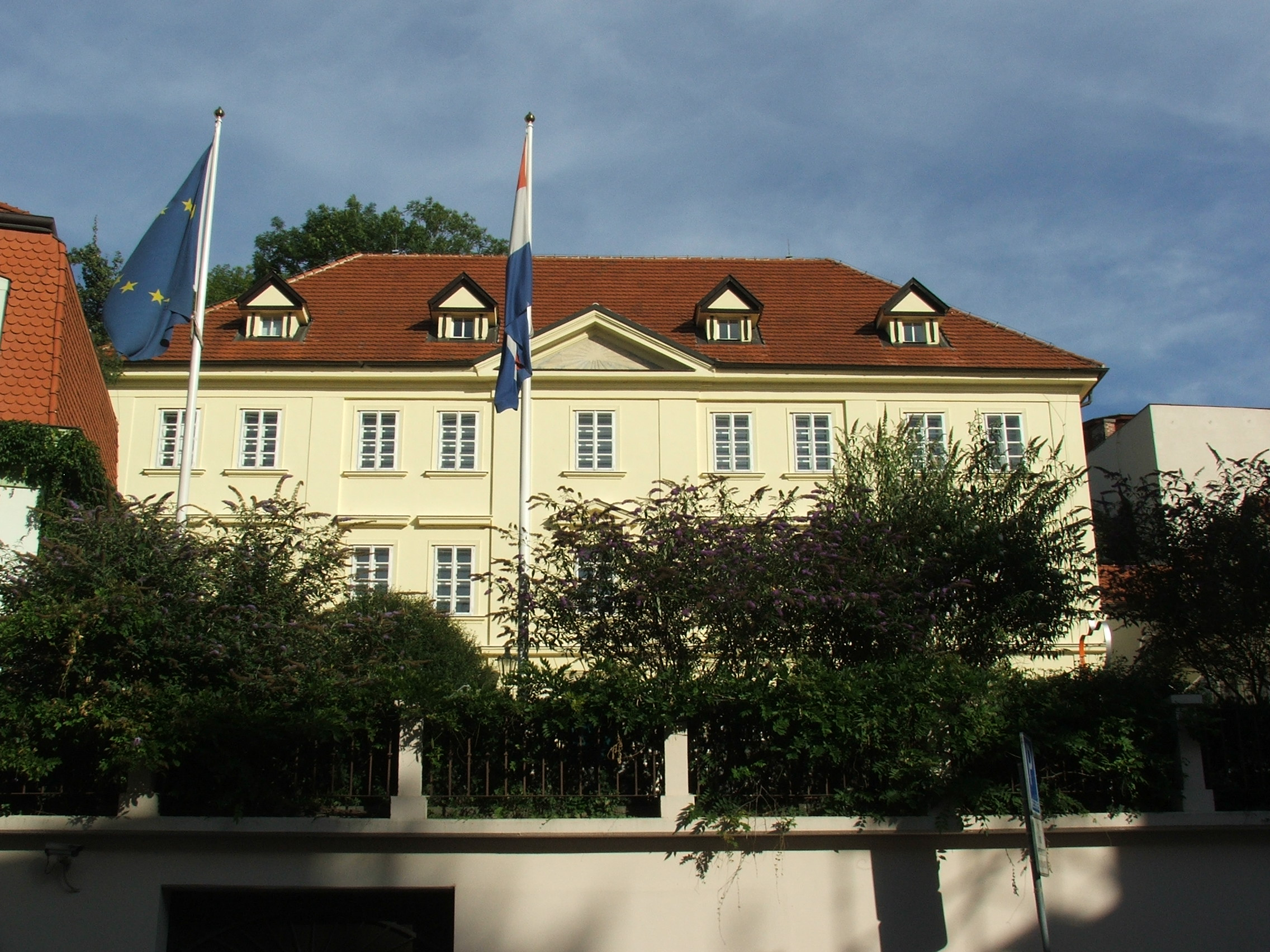
Niederländische Botschaft in Prag

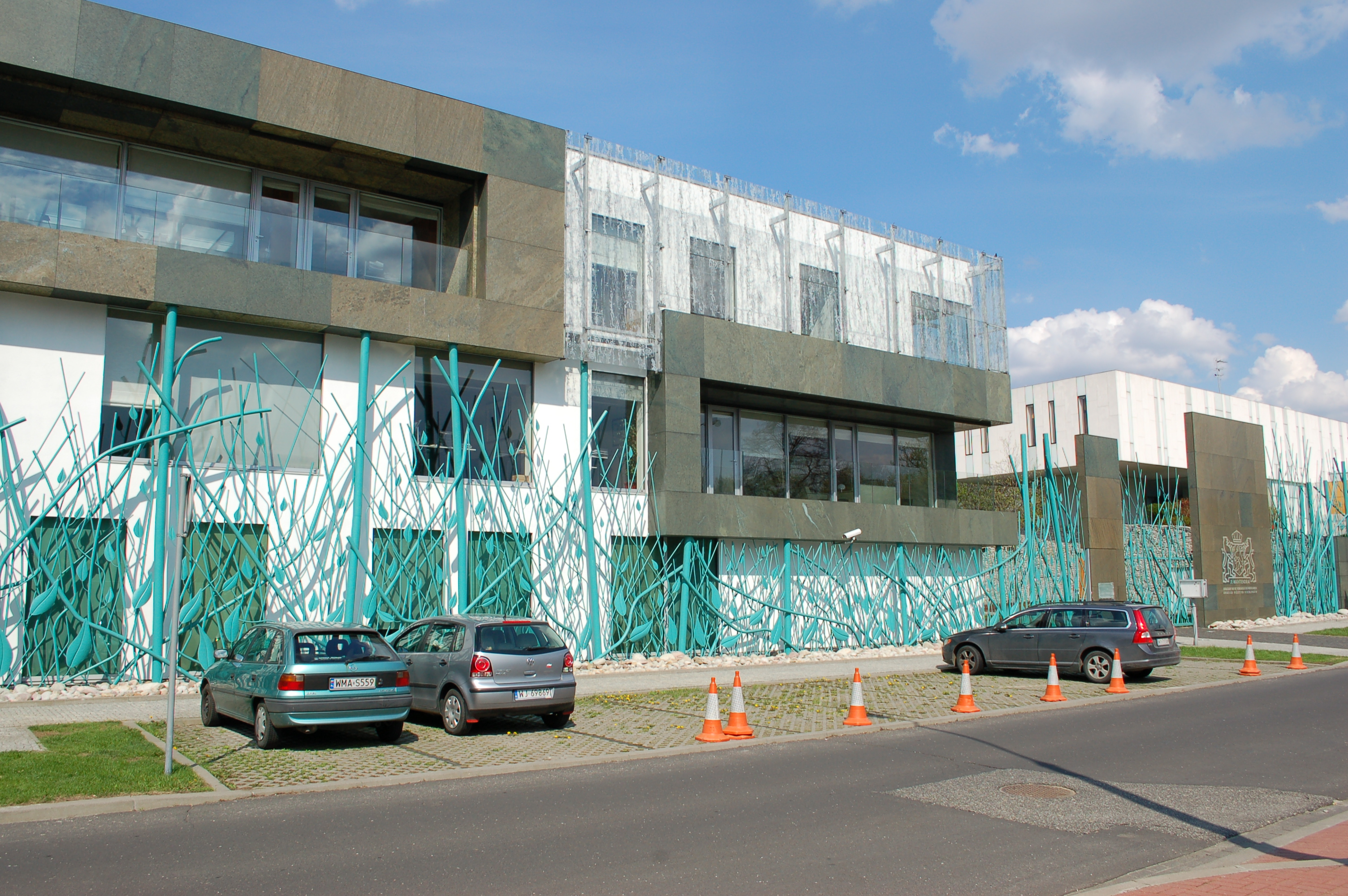
Niederländische Botschaft in Warschau

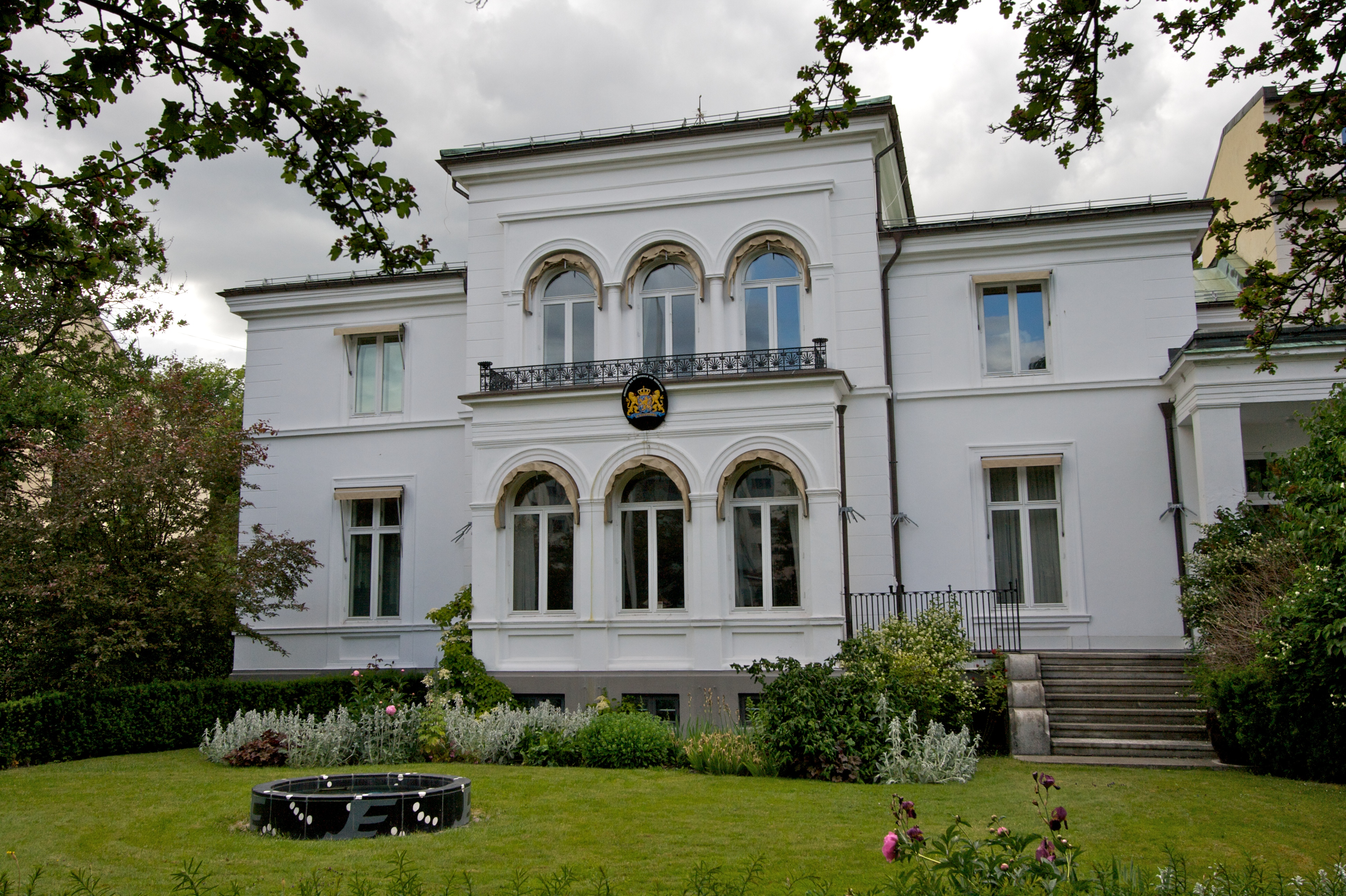
Niederländische Botschaft in Oslo

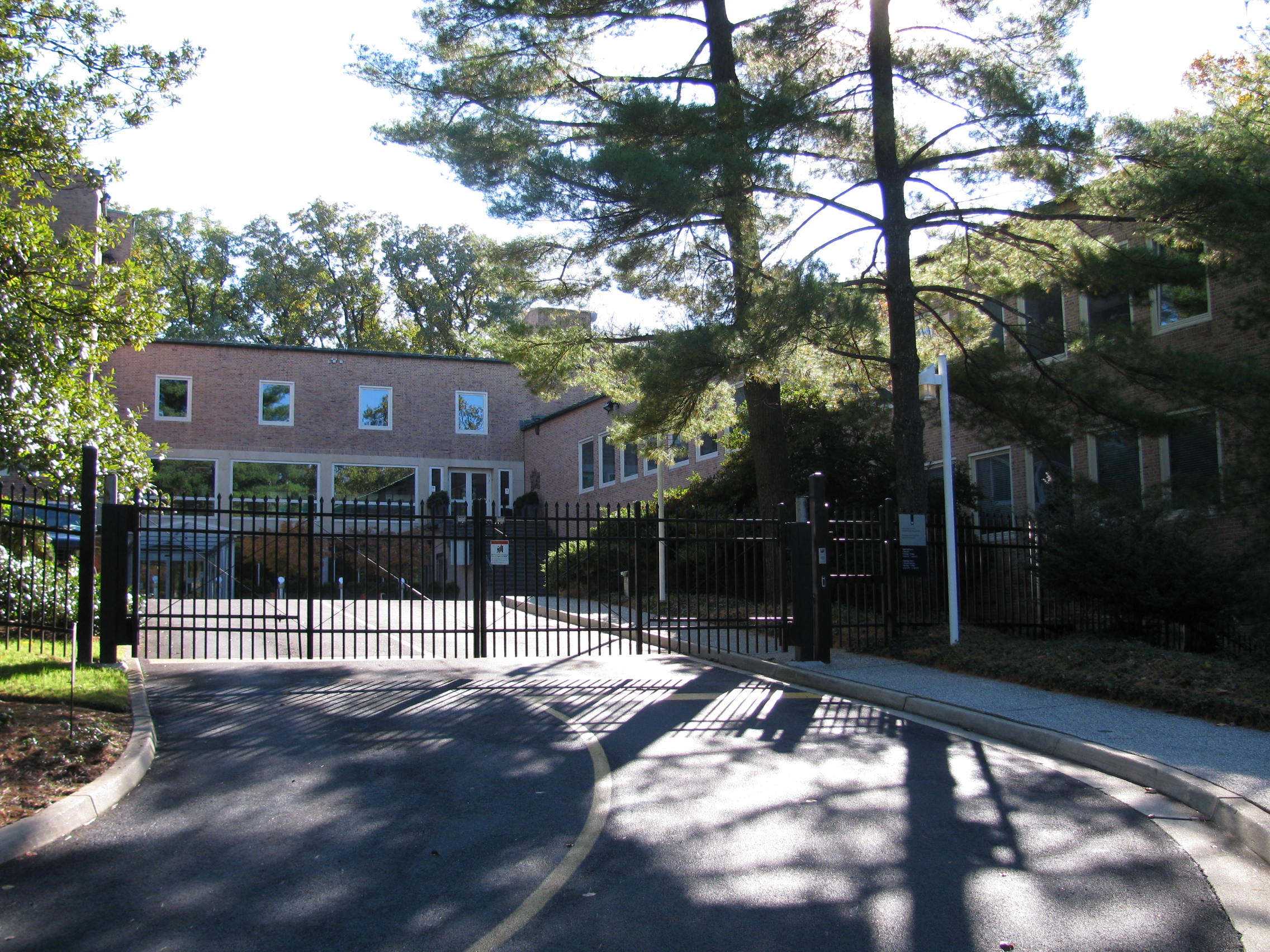
Niederländische Botschaft in Washington, D.C.

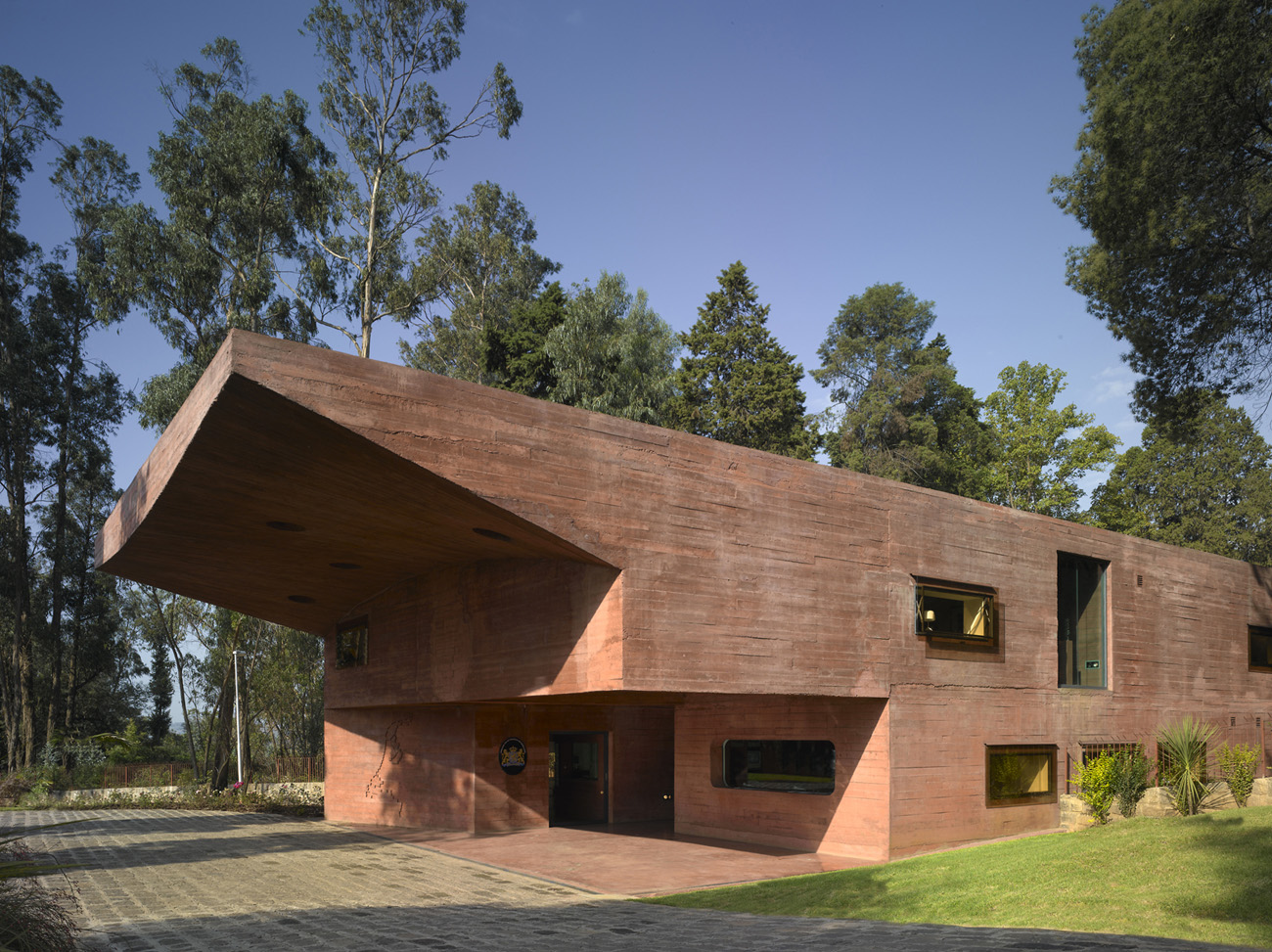
Niederländische Botschaft in Addis Abeba

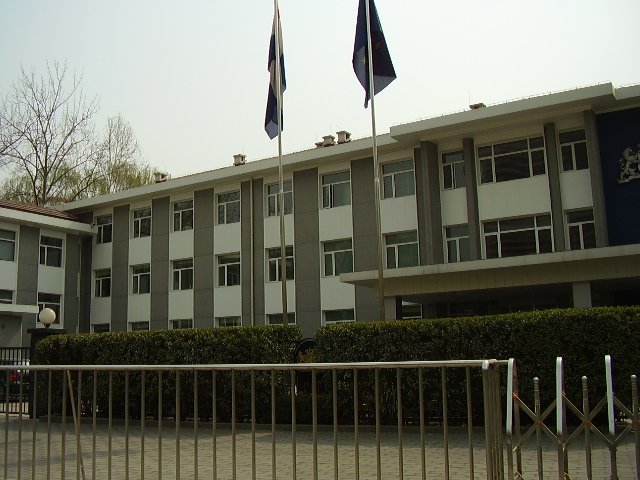
Niederländische Botschaft in Peking

### Afrika
| - Ägypten: Kairo, Botschaft - Algerien: Algier, Botschaft - Angola: Luanda, Botschaft - Äthiopien: Addis Abeba, Botschaft (siehe Niederländische Botschaft Addis Abeba) - Benin: Cotonou, Botschaft - Burkina Faso: Ouagadougou, Botschaft - Burundi: Bujumbura, Botschaft - Elfenbeinküste: Abidjan, Botschaft - Ghana: Accra, Botschaft - Kenia: Nairobi, Botschaft - Demokratische Republik Kongo: Kinshasa, Botschaft - Libyen: Tripolis, Botschaft - Mali: Bamako, Botschaft - Marokko: Rabat, Botschaft - Mosambik: Maputo, Botschaft (siehe Niederländische Botschaft Maputo) | - Niger: Niamey, Botschaft - Nigeria: Abuja, Botschaft - Nigeria: Lagos, Generalkonsulat - Ruanda: Kigali, Botschaft - Senegal: Dakar, Botschaft - Simbabwe: Harare, Botschaft - Südafrika: Pretoria, Botschaft - Südafrika: Kapstadt, Generalkonsulat - Sudan: Khartum, Botschaft - Südsudan: Juba, Botschaft - Tansania: Daressalam, Botschaft - Tschad: N’Djamena, ambassadekantoor - Tunesien: Tunis, Botschaft - Uganda: Kampala, Botschaft |

### Asien
| - Afghanistan: Kabul, Botschaft - Bangladesch: Dhaka, Botschaft - Volksrepublik China: Peking, Botschaft - Volksrepublik China: Chongqing, Generalkonsulat - Volksrepublik China: Guangzhou, Generalkonsulat - Volksrepublik China: Hongkong, Generalkonsulat - Volksrepublik China: Shanghai, Generalkonsulat - Indien: Neu-Delhi, Botschaft - Indien: Bengaluru, Generalkonsulat - Indien: Mumbai, Generalkonsulat - Indonesien: Jakarta, Botschaft - Irak: Bagdad, Botschaft - Irak: Erbil, Generalkonsulat - Iran: Teheran, Botschaft - Israel: Tel Aviv, Botschaft - Japan: Tokio, Botschaft - Japan: Osaka, Generalkonsulat - Jemen: Sanaa, Botschaft - Jordanien: Amman, Botschaft - Katar: Doha, Botschaft | - Kuwait: Kuwait, Botschaft - Libanon: Beirut, Botschaft - Malaysia: Kuala Lumpur, Botschaft - Myanmar: Rangun, Botschaft - Oman: Maskat, Botschaft - Pakistan: Islamabad, Botschaft - Palästina: Ramallah, Verbindungsbüro - Philippinen: Manila, Botschaft - Saudi-Arabien: Riad, Botschaft - Singapur: Singapur, Botschaft - Sri Lanka: Colombo, Botschaft - Südkorea: Seoul, Botschaft - Syrien: Damaskus, Botschaft - Taiwan: Taipei, Niederländisches Büro - Thailand: Bangkok, Botschaft - Vereinigte Arabische Emirate: Abu Dhabi, Botschaft - Vereinigte Arabische Emirate: Dubai, Generalkonsulat - Vietnam: Hanoi, Botschaft - Vietnam: Ho-Chi-Minh-Stadt, Generalkonsulat |

### Australien und Ozeanien
- Australien: Canberra, Botschaft
- Australien: Sydney, Generalkonsulat
- Neuseeland: Wellington, Botschaft

### Europa
| - Albanien: Tirana, Botschaft - Aserbaidschan: Baku, Botschaft - Belgien: Brüssel, Botschaft - Belgien: Antwerpen, Generalkonsulat - Bosnien und Herzegowina: Sarajevo, Botschaft - Bulgarien: Sofia, Botschaft - Dänemark: Kopenhagen, Botschaft - Deutschland: Berlin, Botschaft (siehe Niederländische Botschaft Berlin) - Deutschland: Düsseldorf, Generalkonsulat - Deutschland: München, Generalkonsulat - Estland: Tallinn, Botschaft (siehe Niederländische Botschaft Tallinn) - Finnland: Helsinki, Botschaft - Frankreich: Paris, Botschaft - Georgien: Tiflis, Botschaft - Griechenland: Athen, Botschaft - Heiliger Stuhl: Rom, Botschaft - Irland: Dublin, Botschaft - Italien: Rom, Botschaft - Italien: Mailand, Generalkonsulat - Kasachstan: Astana, Botschaft - Kasachstan: Almaty, ambassadekantoor - Kosovo: Priština, Botschaft - Kroatien: Zagreb, Botschaft - Lettland: Riga, Botschaft | - Litauen: Vilnius, Botschaft - Luxemburg: Luxemburg, Botschaft - Malta: Valletta, Botschaft - Moldau: Chișinău, ambassadekantoor - Nordmazedonien: Skopje, Botschaft - Norwegen: Oslo, Botschaft - Österreich: Wien, Botschaft - Polen: Warschau, Botschaft - Portugal: Lissabon, Botschaft - Rumänien: Bukarest, Botschaft - Russland: Moskau, Botschaft - Russland: Sankt Petersburg, Generalkonsulat - Schweden: Stockholm, Botschaft - Schweiz: Bern, Botschaft - Serbien: Belgrad, Botschaft - Slowakei: Bratislava, Botschaft - Slowenien: Ljubljana, Botschaft - Spanien: Madrid, Botschaft - Tschechien: Prag, Botschaft - Türkei: Ankara, Botschaft - Türkei: Istanbul, Generalkonsulat - Ukraine: Kiew, Botschaft (siehe Niederländische Botschaft Kiew) - Ungarn: Budapest, Botschaft - Vereinigtes Königreich: London, Botschaft - Belarus: Minsk, ambassadekantoor - Zypern: Nikosia, Botschaft |

### Nordamerika
| - Costa Rica: San José, Botschaft - Dominikanische Republik: Santo Domingo, Botschaft - Kanada: Ottawa, Botschaft - Kanada: Toronto, Generalkonsulat - Kanada: Vancouver, Generalkonsulat - Kuba: Havanna, Botschaft - Mexiko: Mexiko-Stadt, Botschaft - Panama: Panama-Stadt, Botschaft | - Trinidad und Tobago: Port of Spain, Botschaft - Vereinigte Staaten: Washington, D.C., Botschaft - Vereinigte Staaten: Atlanta, Generalkonsulat - Vereinigte Staaten: Chicago, Generalkonsulat - Vereinigte Staaten: Miami, Generalkonsulat - Vereinigte Staaten: New York, Generalkonsulat - Vereinigte Staaten: San Francisco, Generalkonsulat |

### Südamerika
| - Argentinien: Buenos Aires, Botschaft - Brasilien: Brasília, Botschaft - Brasilien: Rio de Janeiro, Generalkonsulat - Brasilien: São Paulo, Generalkonsulat - Chile: Santiago de Chile, Botschaft | - Kolumbien: Bogotá, Botschaft - Peru: Lima, Botschaft - Suriname: Paramaribo, Botschaft - Venezuela: Caracas, Botschaft |

## Vertretungen bei internationalen Organisationen
- Ernährungs- und Landwirtschaftsorganisation der Vereinten Nationen (FAO): Rom, Ständige Vertretung
- Europäische Union: Brüssel, Ständige Vertretung
- Europarat: Straßburg, Ständige Vertretung
- Internationaler Strafgerichtshof (IStGH): Den Haag, Ständige Vertretung
- NATO: Brüssel, Ständige Vertretung
- Vereinte Nationen: New York, Ständige Vertretung
- Vereinte Nationen: Genf, Ständige Vertretung
- Vereinte Nationen: Rom, Ständige Vertretung
- Vereinte Nationen: Wien, Ständige Vertretung
- Organisation für das Verbot chemischer Waffen (OPCW): Den Haag, Ständige Vertretung
- Organisation für Sicherheit und Zusammenarbeit in Europa (OSZE): Wien, Ständige Vertretung
- Organisation für wirtschaftliche Zusammenarbeit und Entwicklung (OECD): Paris, Ständige Vertretung
- Organisation der Vereinten Nationen für Erziehung, Wissenschaft und Kultur (UNESCO): Paris, Ständige Vertretung